# Edna Carter
Edna Carter (* 29. Januar 1872 in High Cliff, Wisconsin, Vereinigte Staaten; † 14. Mai 1963 in Pleasant Valley, New York) war eine US-amerikanische Physikerin und Hochschullehrerin.

## Familie
Sie wurde als jüngstes von neun Kindern geboren. Ihre Eltern waren aus New Hampshire und hatten sich in Wisconsin nahe dem Lake Winnebago in ländlicher Umgebung neu angesiedelt. Ihr Vater betrieb einen nach dem konföderierten Oberstleutnant (Lieutenant Colonel) Benjamin Franklin Carter (1831–1863) benannten Schaufelraddampfer (sternwheeler), der Passagiere und Fracht nach Oshkosh, Appleton und Fond du Lac transportierte. Ihre Kindheit war geprägt von der Freude am Entdecken und Erforschen. Diese soll sie sich durch ihr gesamtes Berufsleben bis ins Alter erhalten haben.

## Wirken

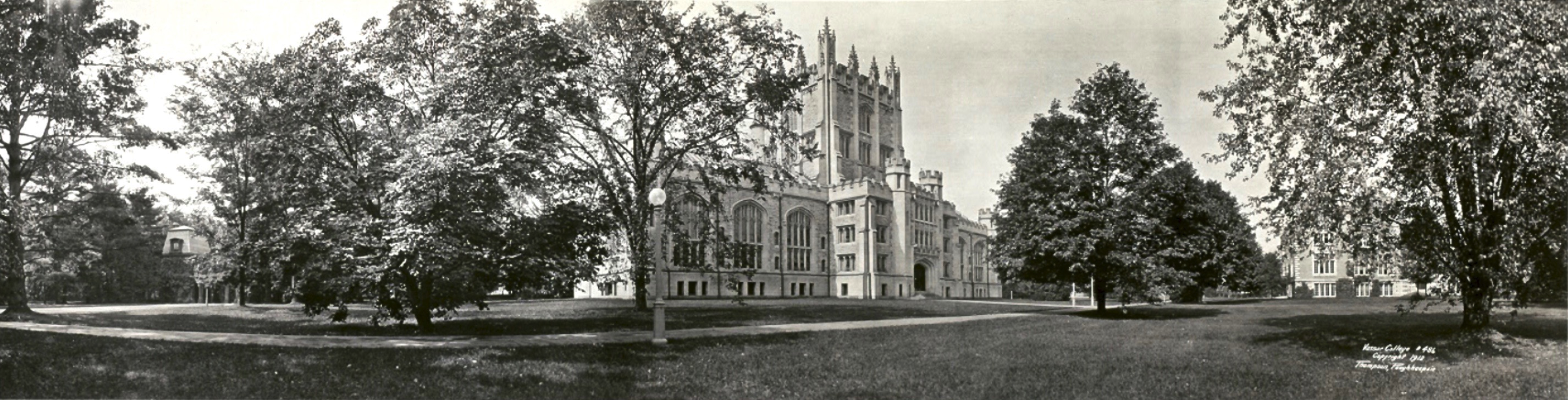
Am Vassar College in Poughkeepsie, New York, studierte und lehrte Edna Carter und leitete das Physikalische Institut von 1919 bis 1939

Edna Carter studierte ab 1890 bei Marcella O’Grady Biologie und zudem Physik. 1894 graduierte sie am Vassar College und arbeitete anschließend als Assistentin an dessen Physikalischem Institut. Von 1898 bis 1899 wirkte sie zusammen mit Albert Abraham Michelson und Robert Andrews Millikan an der University of Chicago. Danach arbeitete sie fünf Jahre als Physikdozentin an der Wisconsin State Normal School (ab 1927: Wisconsin State Teachers College-Milwaukee, ab 1951: Wisconsin State College–Milwaukee) in Oshkosh, an der sich Junglehrer, die von John Dewey ausgebildet worden waren, mit den besten Lehrern aus Wisconsin austauschten. An einer nahegelegenen Highschool wurde Carter Vizedirektorin. Nachdem ihre Professorin O’Grady den deutschen Biologen Theodor Boveri geheiratet hatte, forderte das Ehepaar Carter auf, nach Deutschland zu kommen, um dort weiter zu studieren und zu promovieren. 1904 reiste Carter über den Atlantik nach Europa und traf in England während eines Meetings der British Association for the Advancement of Science mit Lord Kelvin, Sir Oliver Lodge und dem Physik-Nobelpreisträger Lord Rayleigh und weiteren renommierten Physikern zu einem Austausch zusammen.
An der Julius-Maximilians-Universität in Würzburg arbeitete sie in den physikalischen Laboren mit einem finnischen, einem norwegischen, mehreren russischen und deutschen Physikern zusammen. Sie lernte den Physik-Nobelpreisträger Wilhelm Conrad Röntgen gut kennen und nutzte für ihre Arbeit dieselbe Induktionsspule, mit der dieser die Röntgenstrahlen entdeckt hatte. Diese Spule wurde später dem Deutschen Museum übergeben. Über diese Zeit „akademischer Freiheit“ im „großartigen Deutschland“, das sie liebte, sprach Carter später gern, über die eingehenden Diskussionen in den Laboratorien, die wöchentlichen Colloquien, denen meist „Nachcolloquien“ und „Nachnachcolloquien“ folgten, die bis weit in die Nacht reichten. Sie war die einzige Frau in diesen Gruppen, sei von ihren männlichen Kollegen jedoch stets als gleichrangig akzeptiert worden. Zusammen mit ihren Kollegen unternahm sie Wander- und Skitouren, nahm an einer Floßfahrt auf dem Main teil und besuchte die Professoren zuhause. Die geführten Gespräche waren offenbar stets von der Physik dominiert.
1906 promovierte sie bei dem Physik-Nobelpreisträger Wilhelm Wien, dem Nachfolger Röntgens am Institut, mit ihrer Dissertation Über das Verhältnis der Energie der Röntgenstrahlen zur Energie der erzeugenden Kathodenstrahlen.
Zurück in den Vereinigten Staaten arbeitete sie erneut am Vassar College als Dozentin. 1912 wurde sie dort zum Associate (außerordentlicher) Professor berufen, im Jahr 1920 zum Full (ordentlicher) Professor.
Im Jahr 1911 erhielt sie die Sarah Berliner Fellowship, ein Forschungsstipendium der American Association of University Women, des seinerzeit größten Verbandes wissenschaftlich tätiger promovierter US-amerikanischer Frauen. Dieses Stipendium war mit 1000 US-Dollar für Forschungszwecke dotiert. Die Sarah Berliner Fellowship war nach der Mutter des Sponsors Emil Berliner benannt.
Im selben Jahr kehrte sie nach Deutschland zurück, wo sie u. a. mit Max von Laue zusammenarbeitete. Mit diesem und dessen Ehefrau freundete sie sich an. Sie traf auch erneut mit ihrem Doktorvater Wien zusammen. Als sich ihre Familie in Kalifornien ansiedelte, folgte sie dieser und arbeitete im physikalischen Laboratorium des Mount Wilson Observatory in Pasadena. Ihre Arbeiten wurden in Deutschland und in den Vereinigten Staaten veröffentlicht. Sie wurde Mitglied (fellow) der American Physical Society.

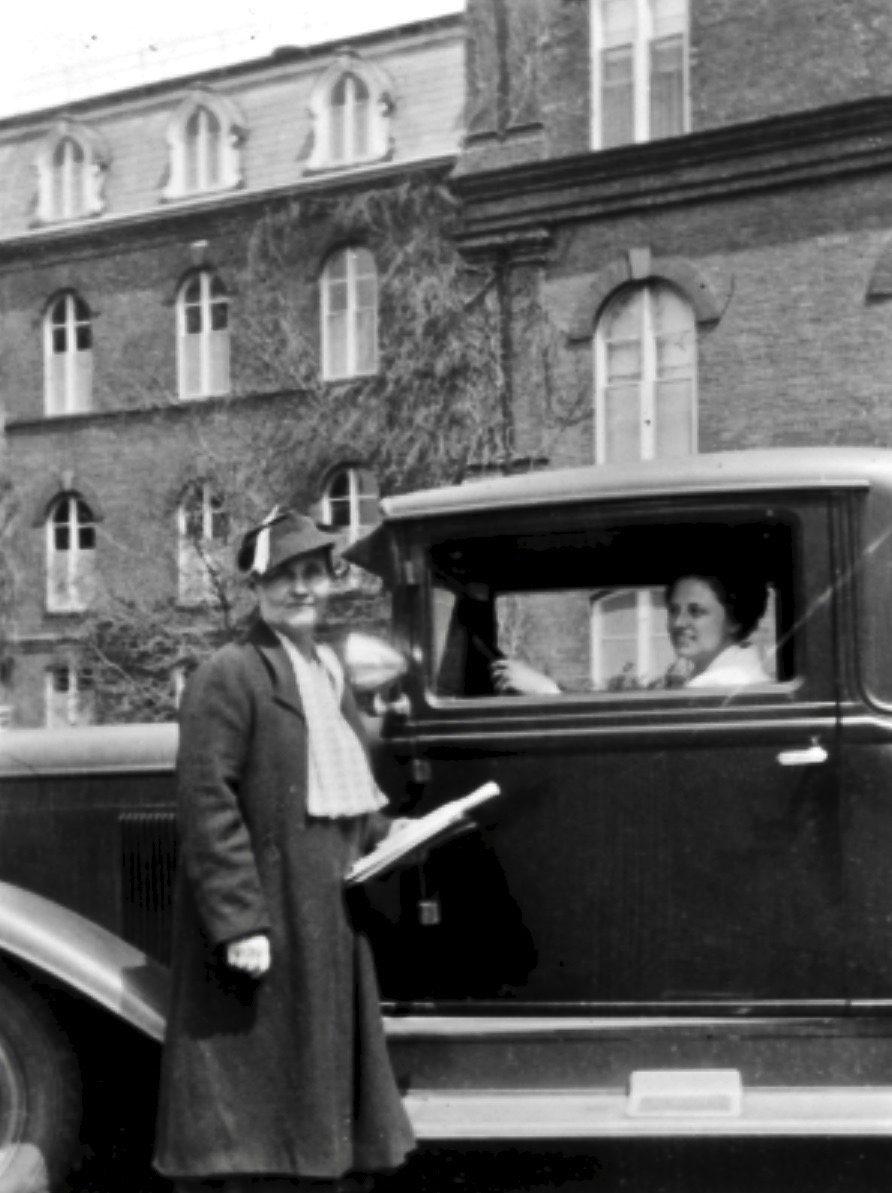
Chairman Edna Carter (links) mit Monica Healea (im Fahrzeug sitzend) vor dem Vassar College in Poughkeepsie, New York, 1930er Jahre

Von 1919 bis 1939 war Carter Lehrstuhlinhaberin (Chairman) des Physikalischen Instituts des Vassar College, organisierte dessen Auf- und Ausbau, suchte und wählte das Lehrpersonal aus und entwarf das Henry Sanders Laboratory of Physics. 1939 ermöglichten sie und Monica Healea (die spätere Lehrstuhl-Nachfolgerin Carters) der emigrierten deutschen Physikochemikerin Charlotte Houtermans ein einjähriges Forschungsstipendium am Vassar College, als Grundlage für deren wissenschaftliche Arbeit in den USA. Houtermans und Carter, die bereits 1924 Briefkontakt hatten, als sich Charlotte Houtermans erstmals am Vassar College bewarb, waren eng befreundet, da Houtermans bereits 1927/28 am Vassar College geforscht und gelehrt hatte. 1940 wurde Edna Carter durch Max von Laue per Postkarte aus Deutschland konspirativ darüber in Kenntnis gesetzt, dass Fritz Houtermans „aufgetaucht“ (aus Gestapo-Haft entlassen worden) sei, damit sie diese Nachricht an dessen Ehefrau Charlotte Houtermans am Vassar College weiterleite. 1941 wurde Carter pensioniert, verwaltete und organisierte danach jedoch das Physikalische Institut des Albertus Magnus College in New Haven, Connecticut, und lehrte dort zwei weitere Jahre als Professor.
1943 und 1944 wurde sie im Rahmen der Teilnahme der USA am Zweiten Weltkrieg am California Institute of Technology (Caltech) in der Raketenforschung bzw. -entwicklung eingesetzt. Im Alter von 73 Jahren zog sie sich ins Privatleben zurück. Nach Kriegsende reiste sie wiederholt nach Deutschland, wo sie bis zu deren Tod 1960/61 Max von Laue und dessen Ehefrau Magda besuchte.
Carters wissenschaftlicher Fokus lag auf der Forschung zu Röntgenstrahlung und optischer Spektroskopie. Ihr Hobby war die Ölmalerei.
Sie verstarb im Alter von 91 Jahren.

## Mitgliedschaften
- American Physical Society
- Optical Society of America[2]

## Veröffentlichungen (Auszug)
- Über das Verhältnis der Energie der Röntgenstrahlen zur Energie der erzeugenden Kathodenstrahlen. Inaugural-Dissertation, Julius-Maximilians-Universität Würzburg, Königliche Universitätsdruckerei von H. Stürz, Würzburg 1906, OCLC 459105857
- mit Arthur Scott King: A further study of metallic spectra produced in high vacua (= Contributions from the Mount Wilson Solar Observatory, no. 166). Carnegie Institution of Washington (Hrsg.), reprinted from the Astrophysical Journal, Vol. XLIX, 1919, Chicago 1919, OCLC 457912316
- The vacuum-spark spectra of the metals (= Contributions from the Mount Wilson Observatory. no. 219). Carnegie Institution of Washington (Hrsg.), reprinted from the Astrophysical Journal, Vol. LV, 1922, Chicago 1922, OCLC 26318784
- mit Arthur Scott King: The electric-furnace spectra of yttrium, zirconium, and lanthanum (= Contributions from the Mount Wilson Observatory. no. 326). Carnegie Institution of Washington (Hrsg.), reprinted from the Astrophysical Journal, Vol. LXV, 1927, Chicago 1927, OCLC 26180531
- Mary Watson Whitney 1847–1921. Vassar College, Department of Physics (Hrsg.), Poughkeepsie, New York State 1964, OCLC 1100476773